# Bodenaya
Bodenaya (oficialmente en asturiano: Boudenaya) es una parroquia y un lugar del concejo español de Salas, en la comunidad autónoma de Asturias.

## Geografía
La parroquia tiene una extensión de 7,69 km². En esta parroquia se encuentra el Picu de Las Penonas. Se ha sugerido la existencia de un castro en la zona hoy ocupada por Porciles.

## Historia
Hacia mediados del siglo XIX, la parroquia, ya por entonces perteneciente al municipio de Salas, tenía contabilizada una población de 626 habitantes. Aparece descrita en el cuarto volumen del Diccionario geográfico-estadístico-histórico de España y sus posesiones de Ultramar de Pascual Madoz con las siguientes palabras:

BODENAYA (Sta. Maria de): felig. en la prov. y dióc. de Oviedo (8 1/4 leg.), part. jud. de Belmonte (3 1/2), y ayunt. de Salas (1): sit. en una altura, con atmósfera despejada y clima sano; se compone de los l. de Bodenaya, Castro, Couz, Cuerva, Cutariello, Porciles y Rubias, y los cas. de Carámbano y Reguera del medio, que reunen 118 casas: hay escuela temporal é indotada. La igl. parr. (Sta. Maria) está servida por un curato de primer ascenso y patronato real; al N. y en el l. de las Rubias, está la ermita de San Bartolomé, donde se sostiene el culto por los muchos fieles que á ella concurren. El térm. confina por N. con el de Labios; al E.Ardesaldo; por S. San Vicente de Salas, y al O. La-Espina, estendiéndose por donde mas á 3/4 de leg.: lo baña el riach. que nace en el monte de la Cuerva, y corre al térm. de Salas, despues de cruzarle en el Bodenaya, un ponton depiedra en el camino real. El terreno es de mediana calidad, con monte de pastos. camino: el que se dirige de Oviedo á Galicia, pasando por La-Espina, y se encuentra mal cuidado; el correo se recibe por la cap. del ayunt. prod. patatas, algun trigo, escanda y centeno. Cria mucho y buen ganado caballar, vacuno, mular, lanar y de cerda; caza de liebres y perdices, y alguna pesca. ind. la agrícola, pecuaria, dos molinos harineros y elaboracion de manteca, tambien se dedican al tráfico de cuatropeas y á la arrieria. pobl. 120 vec., 626 alm. contr. con su ayunt. (V.)
(Madoz, 1846, p. 371)

## Geografía humana

### Organización territorial
La entidad colectiva de población de Bodenaya está compuesta por las siguientes entidades singulares:
- Bodenaya (Boudenaya)[1]
- Brañameana (Brañamiana)[1]
- El Castro (El Castru)[1]
- El Couz
- La Cuerva
- Porciles

### Demografía
En 2023, la entidad colectiva de población de Bodenaya tenía empadronados 124 habitantes, mientras que la entidad singular de población de ese nombre tenía 41, todos ellos en diseminado.